# Општина Градско
Општина Градско је једна од 9 општина Вардарског региона у Северној Македонији. Седиште општине је истоимено село Градско.

## Положај
Општина Градско налази се у средишњем делу Северне Македоније. Са других страна налазе се друге општине Северне Македоније:
- север — Општина Лозово
- североисток — Општина Штип
- исток — Општина Неготино
- југ — Општина Росоман
- запад — Општина Чашка
- северозапад — Општина Велес

## Природне одлике
Рељеф: Општина Градско се средишњим делом налази у долини Вардара, у равном и плодном пољу Тиквеш. Ободни делови су брдско-планински: плапобрђе Сландол на истоку, Голешница на северу, Клепа на западу.
Клима у општини влада топлија варијанта умерене континенталне климе због утицаја Средоземља.
Воде: Вардар је најзначајнији ток у општини, а сви мањи водотоци се у њих уливају. У општини Градско налазе се ушћа две највеће притоке Вардара у Северној Македонији: леве притоке Брегалнице и десне притоке Црне Реке. Црна Река се управо код Градског улива у Вардар.

## Становништво
Општина Градско имала је по последњем попису из 2002. г. 3.760 ст., од чега у седишту општине, селу Градском, 2.219 ст. (59%). Општина је ретко насељена, посебно сеоско подручје.
Национални састав по попису из 2002. године био је:
|           | Број  | Постотак |
| Укупно    | 3.760 | 100%     |
| Македонци | 2.924 | 77,8%    |
| Бошњаци   | 465   | 12,4%    |
| Роми      | 127   | 3,4%     |
| Албанци   | 125   | 3,3%     |
| остали    | 119   | 3,2%     |

## Насељена места
У општини постоји 16 насељених места, сва са статусом села:
| - Градско - Виничани - Водоврати - Горње Чичево | - Грнчиште - Двориште - Доње Чичево - Згрополци | - Кочилари - Куридере - Ногаевци - Подлес | - Свећани - Скачинци - Убого - Уланци |  |